# Haplophthalmus parnesius
Haplophthalmus parnesius är en kräftdjursart som beskrevs av Karl Wilhelm Verhoeff1939. Haplophthalmus parnesius ingår i släktet Haplophthalmus och familjen Trichoniscidae. Inga underarter finns listade i Catalogue of Life.